# Fecskebukkó
A fecskebukkó (Chelidoptera tenebrosa) a madarak (Aves) osztályának harkályalakúak (Piciformes) rendjébe, ezen belül a bukkófélék (Bucconidae) családjába tartozó Chelidoptera nem egyetlen faja.

## Rendszerezése
A fajt Peter Simon Pallas német zoológus és botanikus írta le 1782-ben, a Cuculus nembe Cuculus tenebrosus néven.

## Alfajai
- Chelidoptera tenebrosa brasiliensis P. L. Sclater, 1862
- Chelidoptera tenebrosa pallida Cory, 1913
- Chelidoptera tenebrosa tenebrosa (Pallas, 1782)[2]

## Előfordulása
Brazília, Bolívia, Kolumbia, Ecuador, Guyana, Suriname, Francia Guyana, Peru és Venezuela területén honos. 
Természetes élőhelyei a szubtrópusi és trópusi síkvidéki esőerdők. Állandó, nem vonuló faj.

## Megjelenése
Testhossza 15 centiméter, testtömege 31-40 gramm. A feje, a háti része, a szárnyai, farktollai és a begye sötétkékek, míg a hasi része rozsdás színű. A farktollak alatti rész kékesfehér.
|  |

## Szaporodása
A fészkét a homokos talajba vájja, körülbelül 60-90 centiméter mélyre. A fészekalj, csak 1-2 tojásból áll.

## Természetvédelmi helyzete
Elterjedési területe rendkívül nagy, egyedszáma pedig növekszik. A Természetvédelmi Világszövetség Vörös listáján nem fenyegetett fajként szerepel.

## Fordítás
- Ez a szócikk részben vagy egészben  a   Swallow-winged puffbird című angol Wikipédia-szócikk ezen változatának fordításán alapul.  Az eredeti cikk szerkesztőit annak laptörténete sorolja fel. Ez a jelzés csupán a megfogalmazás eredetét és a szerzői jogokat jelzi, nem szolgál a cikkben szereplő információk forrásmegjelöléseként.